# Trichiosoma kontuniemii
Trichiosoma kontuniemii is een vliesvleugelig insect uit de familie van de knotssprietbladwespen (Cimbicidae). De wetenschappelijke naam van de soort is voor het eerst geldig gepubliceerd in 1950 door Saarinen.